# SN 2009na
SN 2009na – supernowa typu Ia odkryta 26 grudnia 2009 roku w galaktyce UGC 5884. W momencie odkrycia miała maksymalną jasność 15,30m.